# Sarai Givaty
Sarai Givaty parfois orthographiée Sarai Givati, née le 24 juin 1982 à Tibériade, est une mannequin et actrice israélienne.

## Filmographie
Comme actrice
- 2005 : Kol Layla (série télévisée) : Stéfanie, la reportère d'Hollywood
- 2006 : Exit (série télévisée)
- 2006 : Les Experts (CSI: Crime Scene Investigation) (série télévisée) : Natal Peled
- 2007 : Enrique Iglesias: Somebody's Me (court métrage) : la femme
- 2007 : The Passage (en) : Zahra
- 2008 : Mon meilleur ennemi (My Own Worst Enemy) (série télévisée) : l'agent russe
- 2009-2010 : Pilots Wives (série télévisée) : Daniela
- 2010 : NCIS : Enquêtes spéciales (série télévisée) : Liat Tuvia, l'officier du Mossad
- 2011 : Black Velvet : la chasseresse
- 2011 : Am Sgula (série télévisée)
- 2014 : The Legend of Hercules : Saphirra
- 2014 : Expendables 3 : Camilla
- 2014 : Words with Gods
- 2014 : The Jews Are Coming (série télévisée) : Stav Burstein
- 2015 : Body of Deceit : Sara
- 2016 : Irreversible (série télévisée) : Hila
- 2017 : Shilton Hatzlalim (série télévisée) : Noga

Comme réalisatrice
- 2016 : ESH: Fall (court métrage)